# ’s Raachermannel

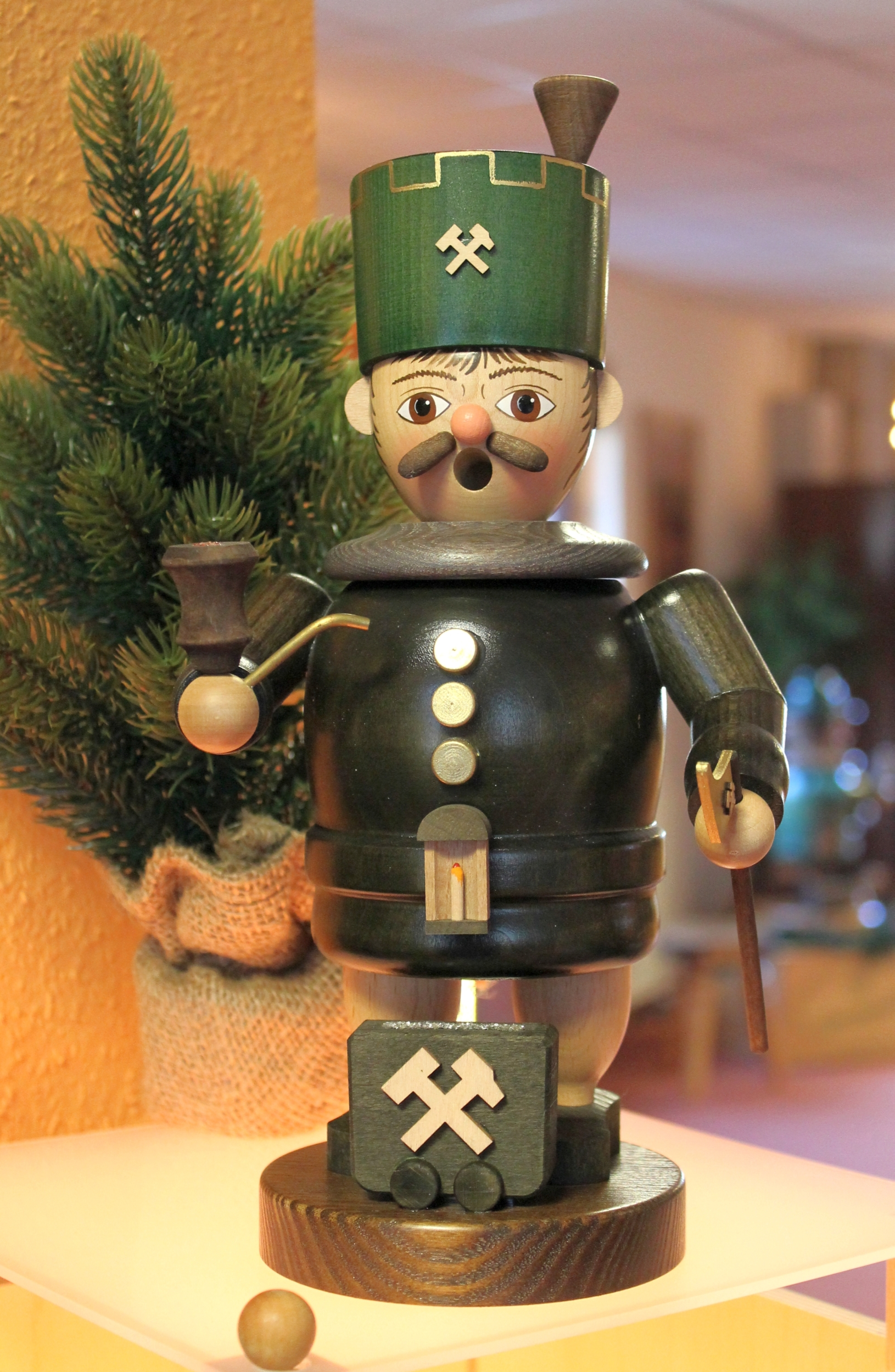
Ein Räuchermann, wie er im Lied besungen wird.

’s Raachermannel ist ein Weihnachtslied in erzgebirgischer Mundart, dessen Text und Melodie 1937 von Erich Lang verfasst wurden.

## Inhalt und Aufbau
Das Lied handelt vom Räuchermann, einer Erfindung der Spielzeugmacher aus dem Erzgebirge. Es besteht aus vier Strophen, die (der Reihenfolge nach) den erzgebirgischen Brauch des Männelweckens, die Beschreibung der Figur des Räuchermännchens, das Zusammenkommen der Familie zum Weihnachtsfest und die Feier des Heiligen Abends zum Thema haben.

## Melodie und Text
1. Strophe

Gahr fer Gahr gieht’s zen Advent of’n Buden nauf,

werd e Mannel aufgeweckt: „Komm, nu stist de auf!“

Is es unten in dr Stub, rührt sich’s net von Flack,

′s stieht, wu’s stieht. Doch bal gieht’s lus: ’s bläst de Schwoden wag.

Refrain

Wenn es Raachermannel nabelt un es sat kaa Wort drzu,

un dr Raach steigt an dr Deck nauf,

sei mr allezamm su fruh.

Un schie ruhig is in Stübel, steigt dr Himmelsfrieden ro,

doch im Harzen lacht’s un jubelt’s;

Ja, de Weihnachtszeit is do.

2. Strophe

’s hot zwaa stackendürre Baa un ann huhlen Leib,

zieht bedachtig an dr Pfeif ze sann Zeitvertreib.

Hot a fei schiens Gackel a, of ne Kopp ann Hut,

ober Maul un Nos sei schwarz, weil’s viel dampen tut.

3. Strophe

Kimmt zen Fast dr gruße Gung aus dr Fremd aham,

springt dr Klaane rüm ver Fraad, ach, dos is e Laabn!

Bricht drnoch de Dammring rei, nam mr’n Raacherma,

stelln ne mitten of’n Tisch, zünden a Kerzel a.

4. Strophe

Is dr Heilge Obnd nu ra, werd jeds ze ann Kind.

Wieder waarn in jeden Haus Lichter agezündt.

Jeds hofft, daß zen Heiling Christ aah e Packel kriegt.

Überol is Glanz un Pracht, un wie gut dos riecht!

## Rezeption
Das Lied gilt als eines der beliebtesten erzgebirgischen Weihnachtslieder. Besonders weite Verbreitung fand eine Aufnahme der Crottendorfer Spatzen, die erstmals 1974 auf der Eterna-LP Erzgebirgs-Weihnacht erschien und seither mehrfach auf CD wieder veröffentlicht wurde. Weitere Einspielungen stammen u. a. von der Helmuth-Stapff-Gruppe, den Zschorlauer Nachtigallen, den Bergsängern Geyer, Gitta Walther und Stefanie Hertel.
Die erste Zeile des Refrains wurde von Karl-Heinz Schmidt als Titel eines Erzählbandes übernommen.